# Diego Sosa (calciatore 1997)
Diego Sosa (28 luglio 1997) è un calciatore argentino, centrocampista del Tigre.

## Carriera
Ha esordito nella prima divisione argentina con il Tigre nella stagione 2016-2017.

## Statistiche

### Presenze e reti nei club
Statistiche aggiornate al 20 luglio 2025.
| Stagione        | Squadra           | Campionato      | Campionato | Campionato | Coppe nazionali | Coppe nazionali | Coppe nazionali | Coppe continentali | Coppe continentali | Coppe continentali | Altre coppe | Altre coppe | Altre coppe | Totale | Totale |
| Stagione        | Squadra           | Comp            | Pres       | Reti       | Comp            | Pres            | Reti            | Comp               | Pres               | Reti               | Comp        | Pres        | Reti        | Pres   | Reti   |
| --------------- | ----------------- | --------------- | ---------- | ---------- | --------------- | --------------- | --------------- | ------------------ | ------------------ | ------------------ | ----------- | ----------- | ----------- | ------ | ------ |
| 2016-2017       | Tigre             | PD              | 26         | 1          | CA              | 1               | 0               | -                  | -                  | -                  | -           | -           | -           | 27     | 1      |
| 2017            | Unión Española    | PD              | 14         | 0          | CC              | 0               | 0               | -                  | -                  | -                  | -           | -           | -           | 14     | 0      |
| 2017-2018       | Tigre             | PD              | 12         | 1          | CA              | 0               | 0               | -                  | -                  | -                  | -           | -           | -           | 12     | 1      |
| 2018-2019       | Tigre             | PD              | 8          | 0          | CA+CdL          | 1+2             | 0               | -                  | -                  | -                  | TC          | -           | -           | 11     | 0      |
| 2019-2020       | Tigre             | PBN             | 4          | 0          | CA              | 0               | 0               | CL                 | 1                  | 0                  | -           | -           | -           | 5      | 0      |
| 2020            | Tigre             | PBN             | 3          | 0          | CA              | 0               | 0               | CL                 | 1                  | 0                  | -           | -           | -           | 4      | 0      |
| 2021            | Tigre             | PBN             | 14         | 0          | CA              | 1               | 0               | -                  | -                  | -                  | -           | -           | -           | 15     | 0      |
| 2022            | Tigre             | PD              | 7          | 1          | CA+CdL          | 0+1             | 0               | -                  | -                  | -                  | TC          | 0           | 0           | 8      | 1      |
| 2023            | Racing Montevideo | PD              | 34         | 1          | CU              | 1               | 0               | -                  | -                  | -                  | -           | -           | -           | 35     | 1      |
| 2024            | Peñarol           | PD              | 18+1       | 1          | CU              | 3               | 0               | CL                 | 2                  | 0                  | -           | -           | -           | 38     | 2      |
| 2025            | Tigre             | PD              | 7          | 1          | CA              | 1               | 0               | -                  | -                  | -                  | -           | -           | -           | 8      | 1      |
| Totale Tigre    | Totale Tigre      | Totale Tigre    | 81         | 4          |                 | 7               | 0               |                    | 2                  | 0                  |             | 0           | 0           | 90     | 4      |
| Totale carriera | Totale carriera   | Totale carriera | 148        | 6          |                 | 11              | 0               |                    | 4                  | 0                  |             | 0           | 0           | 177    | 7      |

## Palmarès

### Club

#### Competizioni nazionali
- Copa de la Superliga: 1

Tigre: 2019
- Primera B Nacional: 1

Tigre: 2021
- Campionato uruguaiano: 1

Peñarol: 2024